# Kap d’Ursel
Das Kap d’Ursel (französisch Cap d’Ursel, englisch D’Ursel Point) ist ein Kap an der Südostküste der Brabant-Insel im Palmer-Archipel westlich der Antarktischen Halbinsel. Es markiert die südliche Begrenzung der Einfahrt zur Buls-Bucht.
Entdeckt wurde es bei der Belgica-Expedition (1897–1899) unter der Leitung des belgischen Polarforschers Adrien de Gerlache de Gomery, der es nach Hippolyte d’Ursel (1850–1937) benannte, Präsident der Société Royale Belge de Géographie und Unterstützer der Forschungsreise.